# هدنهام، کمبریج‌شر
هدنهام (به انگلیسی: Haddenham) یک روستا و محله مدنی در بریتانیا است که در کمبریج‌شر شرقی واقع شده‌است. هدنهام ۳٬۳۴۴ نفر جمعیت دارد.